# San Saturnino (församling)
San Saturnino är en församling i Roms stift, belägen i quartiere Trieste och helgad åt den helige martyren Saturninus av Karthago (död år 304 e.Kr.). Församlingen upprättades den 1 januari 1935 av kardinalvikarie Francesco Marchetti Selvaggiani genom dekretet Assidua vigilantique cura. 

Församlingen förestås av stiftspräster.
Till församlingen San Saturnino hör följande kyrkobyggnader och kapell:
- San Saturnino, Via Avigliana 3
- Cappella Benedettine di Priscilla, Via Salaria 430
- Cappella del Santissimo Sacramento, Via Tagliamento 40
- Cappella Nostra Signora del Sacro Rosario, Via Lambro 12

## Institutioner inom församlingen
- Casa Generalizia (Benedettine di Priscilla)
- Casa Provincializia (Figlie del Sacro Cuore Betlemite (Bethl.))
- Comunità (Piccole Apostole della Carità)
- Casa di Riposo "Betlemite Figlie del Sacro Cuore"
- Casa di Riposo "Riparatrici del Sacro Cuore"
- Libera Accademia di Belle Arti

## Kommunikationer
Närmaste tunnelbanestation är Sant'Agnese/Annibaliano 